# Нітьянанда

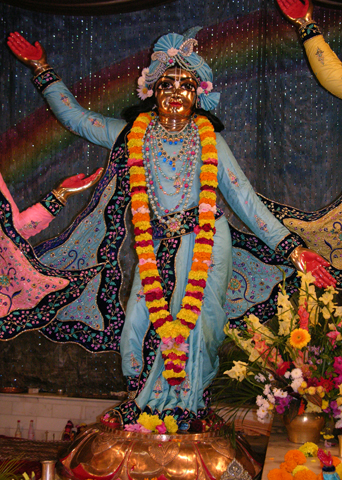
Мурті Нітьянанди у храмі Міжнародного товариства свідомості Крішни в Маяпурі, Індія

Нітьянанда (бенг. শ্রী নিত্যানন্দ, Nityānanda IAST 1474-1541) — один з основоположників ґаудія-вайшнавської традиції індуїзму, де він вважається аватарою Баларами — вічного брата і друга Крішни, і є однією з п'яти іпостасей Панча-таттви. Нітьянанда розглядається як наймилостивіше втілення Бога.
Попри зовнішню ясність свого філософського кредо і своєї життєвої позиції, Нітьянанда був одночасно однією з найбільш загадкових постатей серед сподвижників Чайтаньї Махапрабгу. Разом їх часто згадують як Ґаура-Нітай (Ґаура, «золотий» — інше ім'я Чайтаньї, Нітай — коротка форма від Нітьянанда) або як Німай-Нітай (Німай- інше ім'я Чайтаньї). Послідовники часто називають Нітьянанду Прабгу Нітьянанда та Нітьянанда Рама. Діяльність і вчення Чайтаньї і Нітьянанди залишили глибокі сліди в культурному та релігійному житті Бенґалії та Орісси. Їм приписується заслуга відродження індуїзму в Східній Індії, що сильно постраждав від кастових забобонів, які вони засуджували і відкидали. Велика частина вайшнавської літератури XVI—XVII століть, яка розглядається як частина культурної і духовної спадщини Індії, була написана їх учнями. Чайтанья і Нітьянанда відродили давню традицію бгакті (шлях служіння Богу з любов'ю та відданістю) і поклали початок усесвітньому духовному рухові, відомому нині як «Харе Крішна».

## Життєпис

### Народження
Нітьянанда народився в 1474 у в тій частині Індії, яку називають Радга-Дешан (земля Радги), у маленькому селі Екачакра, що в Бенґалії. За іншою версією, Нітьянанда був старший Чайтаньї всього на рік, тобто він народився в 1485у. Нітай був єдиним сином у родині Хадано Пандіта і Падмаваті Деві. У біографіях Нітьянанди описується, що з моменту його народження у Радхадеші проявилися всі сприятливі знаки. Голод, бідність і нещастя одразу зникли.
Описується, що з дитячого віку він був спокійний, дуже розумний і вродливий. У «Чайтанья-бгаґаваті», книзі авторства Вріндавана Даса Тгакура, що оповідає про життя Нітьянанди говориться:
|  | За наказом Ґаури-Крішни (Чайтаньї), Нітьянанда з'явився як Місяць з моря лона Падмаваті, дружини Хадая Оджі. І, немов місяць, він розсіяв темряву, яка покриває землю Радги, своєю сприятливою появою. |

### Дитячі ігри
У тій же книзі описується, що в дитинстві Нітай виявив великий талант у оспівуванні вайшнавських бхаджанів. Одним з його основних занять було розігрування з друзями сцен з божественних ліл Крішни, Рами, Вамана та інших аватар Вішну. Одного разу вони гралися у збори девів, які хотіли просити Вішну про позбавлення Землі від тягаря зла. Нітьянанда, разом з хлопчиком, що грав роль Землі, і з іншими дітьми пішов на берег Ганги. Там він звернувся до Кшіродакашаї-Вішну, який лежить в космічному Молочному Океані. У цей час один з дітей, що грав роль Вішну, невидимий для інших дітей, вимовив урочисто і гучно: «Я обов'язково зійду на Землю, з'явившись у Вішну Матхурі, і полегшу її тягар» .
Одного разу Нітан і його друзі зібралися в селі, щоб відсвяткувати «весілля» Васудеви і Девакі. Іншим разом вони, для своїх ігор, перетворили якесь приміщення у в'язницю Камси, і Нітай розіграв божественне явище Крішни в нічній темряві. Нітьянанда побудував пастуше селище, приніс туди Крішну і обдурив Камсу, замінивши Крішну у в'язниці Йогамаєю.
Його друзі ніколи з ним не розлучалися, вони, не повертаючись додому, день і ніч грали разом з Нітьянандою. Бачачи його дитячі ігри, всі говорили: «Ми ніколи не бачили такої дивної гри. Як це можливо, щоб ця дитина вивчила усе, що робив Крішна».
Іншим разом Нітьянанда повів дітей у пальмовий гай, де вони гралися, вбиваючи демона Дхенукасуру і куштуючи фініки.
Нітьянанда часто ходив на пасовища і грав там з дітьми. Додому Нітьянанда і діти поверталися до обіду, сурмлячи в буйволячі ріжки.
Побудувавши копію Матхура, він блукав по ній разом з хлопчиками. Одні хлопчики стали робити ґірлянди, а інші — ці ґірлянди носити. Таким чином, ігри маленького Нітая смішили і тішили жителів Екачакри.
Нітьянанда імітував у своїх іграх духовні ліли всіх аватар Бога. Одного разу Нітьянанда грав Ваману, а інша дитина — Балі Махараджа. Нітьянанда обдурив його, і той дав йому три світу як милостині, а ще одна дитина, одягнений старим, грала роль Шукрачарї і заборонила давати такий подарунок. Потім Нітьянанда в ролі Вамана, прийнявши дари Балі, поставив свою стопу на голову тій дитині.
Одного разу Нітан грав, що споруджує міст з дерев та каміння через океан, а всі діти грали роль солдатів-мавп. Він рубав рослини на веранді і кидав їх у воду, наче б це були гігантські дерева, а діти кричали: «Джая Рама! Джая Рагхунатха! Перемога Рамі! Перемога Господа династії Рагху!»
Нітьянанда особисто грав роль Лакшмана, з луком у руці він пройшов свій шлях до палацу Сугріви, весь в гніві, і сказав: «Ти, мерзенна мавпа! Мій Господь Рама терпить лихо через те, що ти витворяєш. Мій пан засмучений і чекає на горі Мальяван. А ти, противна мавпа, бавишся тут з жінками! Якщо хочеш жити, дуй до Рамі чим швидше, тим краще, і допоможи йому».
Деякі з дітей бродили як п'ять мавп і, граючи роль Лакшмана, Нітьянанда питав: «Хто ви, мавпи, що бродять лісом? Дайте відповідь мені! Я слуга Рагхунатхі!»
Вони відповідали: «Ми ходимо тут від страху перед Балі. Приведи нас до Рами! Ми посиплемо пилом з твоїх стоп свої голови». Сердечно їх обнявши, він вів їх до свого господаря і схилявся перед стопами Рами, падаючи, як палиця. У ролі Лакшмана Нітьянанда одного разу був побитий Індраджітом. На другий день він зіграв «вбивство» Індраджіта. Змусивши одного хлопчика грати роль Вібхішани, він навів Вібіхшану до Рами, і затвердив його на посаді царя Ланки.
Інша дитина кричав: "Подивіться! Ось я йду як Равана. Остерігайтеся стріл з мого лука. Нехай Лакшмана захистить вас, якщо зможе ". З цими словами хлопчик, який грав роль Равани, шпурляв квіткою лотоса в Нітьянанду, який падав непритомний на землю, немов переможений.
Впавши в непритомність, Нітьянанда не піднімалося. Хоча хлопчики по-всякому намагалися його підняти, Нітьянанда не виявляв жодних ознак життя. Діти хапалися за голову, плачу навзрид. Чуючи їх плач, батько і мати Нітьянанди поспішили до місця події. Побачивши, що їхнє дитя лежить без ознак життя, обоє без почуттів впали на землю.
Всі жителі села зібралися і вражено витріщилися на те, що відбувається. Хтось із натовпу сказав: «Хлопчик просто грає свою роль. Як тільки Хануман принесе ліки і здасть його хлопчикові, він прийде в себе».
Так Нітьянанда розігрував різні розваги Крішни, що сталися з ним у Двапара-юзі. У таких іграх, Нітьянанда провів дванадцять років.
Описується, що в той день, коли Чайтанья народився в Навадвіпе, Нітьянанда став кричати від радості. Весь всесвіт був пронизаний його криком і весь світ здивувався. Деякі припустили, що занепокоєння було наслідком якоїсь божественної сили.

### Нітьянанда залишає дім
Одного разу, коли Нітьянанді було 12 років, до них додому зайшов мандрівний чернець-саннйясі на ім'я Лакшміпаті тіртха. Батько Нітьянанди, Хадано Пандіт, запропонував саннйясі будь-яку річ, яку останній забажає. На що Лакшміпаті тіртха відповів, що йому потрібен помічник і супутник в паломництві по святих місцях, і що Нітьянанда був найкращим кандидатом. Позаяк Хадано Пандіт вже дав своє слово, він не міг тепер відмовити мандрівному ченцеві в його проханні. Згідно з іншим думку, цим саннйясі був Мадгавендра Пурі.

### Паломництво по святих місцях
Після цього Нітьянанда здійснив паломництво по святих місцях в Північної і Південній Індії, що зайняло у нього близько восьми років.
Спочатку Нітьянанда відвідав святе місце, знане як Вакрешвара. Звідси він продовжив поодинці свій шлях до гаю Вайдьянатхі. Відвідавши гай, він вирушив до Варанасі, який вважається обителлю Шиви і де Ганга повертає на північ. Нітьянанда сповнився радості, коли побачив Гангу. У Варанасі він викупався в Ганзі і з жагою пив її воду. Він зробив ранкове омовіння у Праязі в місяці Магха і звідти вирушив до Матхуру. Прийнявши обмивання у водах Ямуни у Вішрама-гхатах, Нітьянанда обійшов у навколо пагорба Говардхана і пройшов через всі дванадцять лісів Вріндавана.
Він відвідав будинок Нанди Махараджа в Гокулі, сівши в цьому святому місці, плакав навзрид, переповнений почуттями. Висловивши свою шану Мадана-Гопалу, він вирушив до Хастінапура, дому Пандавів. Побачивши місце, де жили ці великі віддані Крішни, Нітьянанда не зміг стримати потоку сліз. Він схилив свою голову, бачачи перед собою славу Баларами в Хастінапурі, і закричав у сильній нестямі: «Нехай Баларама з плугом в руках звільнить нас всіх». Місцеві жителі не могли нічого зрозуміти.
Потім Нітьянанда пішов у Двараку, де здійсним омовіння в океані. Він відвідав Сіддхапуру, обитель Капіли, і у святому місці, відомому, як Матс-тіртха, роздав величезна кількість вареного рису під час великого свята. Нітьянанда відвідав Шива-Канчі і Вішну-Канчі і сміявся при вигляді сварки між послідовниками Вішну і послідовниками Шиви.
Він вирушив на Курукшетру, Пріті-Дакши, Біндху-саровару, Прабхасу і Сударшану-тіртху, а після відвідування святої тіртхи Тріта-купи пішов у Нішалу і звідти — до Брахма-тіртхи, а потім у Чакра-тіртху . Нітьянанда відвідав Пратішроту, що знаходиться поруч з річкою Сарасваті на Заході. Звідти Нітьянанда подорожував до Наймішараньї. Після цього Нітьянанда продовжив свій шлях до міста Айодх'ї і побачивши святе місце, де народився Рама, заплакав навзрид. У всіх лісах, де Рама зупинявся на кілька днів, Нітьянанда качався по землі, страждаючи від розлуки.
Він вирушив на берег річки Сара і омився в її водах, а звідти продовжив свій шлях до Каушакі, і потім — до притулку ріші Пауластї.
Зробивши омивання на всіх святих тіртхах річок Гоматі, Гандхакі і Соми, він піднявся на вершину гори Махендр, і, висловивши там свою повагу Парашурамі, продовжив свій шлях у Харідвар. Потім він відвідав Пампу, Бхима-раті і Сапта-Годаварі, після обмивання в тіртха Бенви і Бхіпаші.
Після цього Нітьянанда пішов до гори Шрі, де живуть Шива і Парваті в особах брахмана і його дружини. Обидва вони зраділи, побачивши свого гостя, і сама богиня Парваті своїми власними руками з радістю подала прасад Нітьянанді. Коли Шива і Парваті сердечно підносили їжу Нітьянанді, він посміхнувся і шанобливо схилився перед ними.
Говориться, що таємні розмови, які вони вели між собою, міг зрозуміти тільки сам Крішна. Покинувши їх обитель, Нітьянанда попрямував до дравідів. Відвідавши Вьєнкаттанатху, Камакошті-пури і Канчі, він опинився біля священної річки Кавері і звідти пішов до святого місця Шрірангаму, де зупинився на деякий час. Звідти він попрямував в Харі-кшетре і відвідав потім гору Рішабху. Потім він продовжив свою подорож до Південної матуру, Крітамале, Тамрапарні, а потім вирушив на північ до Ямуни, де відвідав обитель ріші Агастья на горі Мала.
Люди там були сповнені великої радості побачивши Нітьянанду, який прийняв їх гостинність, і звідти вирушив до Бадарікашраму. Нітьянанда залишився на деякий час в обителі Нара-Нараяни ріші і провів певний час на самоті. Звідти він продовжив свій шлях до обителі Вьяси, який впізнав у Нітьянанді могутнього Балараму. Переставши бути невидимим, Вьяса запросив гостя, і Нітьянанда в пошані схилився перед ним. Потім Нітьянанда продовжив свою подорож і вирушив до монастиря буддистів, де поставив їм питання, на яке вони не відповіли. Розгнівавшись на буддистів, Нітьянанда почав штовхати їх ногами. Буддисти зі сміхом втекли, і Нітьянанда продовжив своє паломництво.
Потім Нітьянанда з'явився в місті Каньякумарі, і, відвідавши храм Дурги, вирушив до Керали, до міста Ананта Тіруванантапурам і звідти — до ставка п'яти танцюючих апсар. Після цього Нітьянанда відвідав храм Шиви в Гокарні. Він йшов від дверей до дверей через Керали і Трігартху продовжуючи свій шлях до Нірбіндхье, Пайошні і Тапті.
Він відвідав Реву, місто Махісматі, і Малатіртху, а потім попрямував на захід, йдучи шляхом Супаракхі. Описується, що його тіло виглядало слабким, тому що він був постійно занурений у думки про Крішни. Часом Нітьянанда сміявся, часом плакав. Такий шлях пройшов Нітьянанда, відвідуючи святі тіртхи.

#### Зустріч з Мадгавендрою Пурі
Потім абсолютно випадково він зустрів Мадгавендру Пурі. Чайтанья Махапрабгу часто говорив, що Мадгавендра Пурі — відначальний вчитель чистої відданости.
Описується, що тіло Мадгавендри Пурі переповнювала божественна любов до Крішни. Мадхавендру Пурі супроводжували всі його учні, також виповнені Крішна-прем. Як тільки Нітьянанда побачив Мадхавендру Пурі, він знепритомнів і впав нерухомо, убитий божественною любов'ю. Як тільки Мадгавендра Пурі побачив Нітьянанду, він теж знепритомнів і забув про навколишній світ. При вигляді цього, Ішвара Пурі і решта учнів Мадгавендри Пурі заридали. Прийшовши до тями, Нітьянанда і Мадгавендра Пурі, проливаючи сльози екстазу, обнялися. Вони почали кататися по землі в екстазі божественної любові й вигукували слова радості. Описується, що, не було меж прояву їхнього духовного екстазу, сльози любові текли, немов річки, з їхніх очей, і волосся в них стояли дибки. Мокра від їхніх сліз, Земля відчула, що вона благословенна. Нітьянанда сказав: «Сьогодні я повністю завершив всі паломництва, які коли-небудь здійснював, тому що сьогодні мої очі побачили святі стопи Мадгавендри Пурі. Моє життя прославилася тим, що я став свідком такої божественної любові, як в нього».
Тримаючи Нітьянанду в своїх обіймах, Мадгавендра Пурі, задихаючись від божественної любові, не міг сказати у відповідь ні слова. І, сповнений радості, не хотів випускати Нітьянанду зі своїх обіймів.
Ішвара Пурі, Брахмананда Пурі і всі інші учні Мадгавендри Пурі відчули, що їх невблаганно тягне до Нітьянанде. Хоча вони і зустрічали безліч святих, вони не бачили в них такої любові до Крішни.
Протягом багатьох днів Нітьянанда подорожував у суспільстві Мадгавендри Пурі, обговорюючи з ним ігри Крішни. Кажуть, що Мадгавендра Пурі був настільки поглинений Крішною, що падав в непритомність при вигляді темної хмари, яка нагадувала йому колір тіла об'єкта його кохання. День і ніч, сп'янілий любов'ю до Крішни, він сміявся і плакав, проповідував і марив, чи кричав від горя, як п'яниця. Подібно Мадгавендрі Пурі, Нітьянанда, сп'янілий нектаром солодощів Крішни, хитався і спотикався. Впавши на землю, він голосно реготав. Бачачи дивовижне настрій Мадгавендри Пурі і Нітьянанди, учні постійно повторювали ім'я Харі. Сп'янілі божественною любов'ю, жоден з них не знав, чи був зараз день чи ніч, час втратило для них будь-яке значення. Мадгавендра Пурі говорив:
|  | Хоча я подорожував по безлічі святих тіртх, я ніде не зміг знайти такий божественної любові до Господа, як у тебе. Здобувши товариство такого друга, як Нітьянанда, я усвідомив милість Крішни. Крішна такий добрий! Де б не знайшла людина товариство Нітьянанди, це місце - більше, ніж Вайкунтха і всі святі тіртхи разом узяті. Якщо людина просто чує про відданість такої душі, як Нітьянанда, вона обов'язково досягне Крішни. І у кого хоч на йоту є відраза до Нітьянанди, того ніколи не полюбить Крішна, навіть якщо це відданий Крішни. |

Таким чином Мадгавендра Пурі постійно прославляв Нітьянанду і служив йому з любов'ю і увагою. Сам Нітьянанда вважав Мадхавендру Пурі своїм гуру і поводився відповідно. Таким чином, провівши якийсь час у суспільстві Мадгавендри Пурі, Нітьянанда вирушив в подорож до мосту Рами, знаного як Сетубандха, на самому півдні Індії, а Мадгавендра Пурі попрямував до річки Сара. Повністю занурені в Крішну, обидва вони абсолютно нічого не пам'ятали про своїх фізичні тіла. Повністю забувши про себе, вони проводили дні, страждаючи від розлуки один з одним.

### Нітьянанда отримує даршан Джаґаннатхи у Пурі
Таким чином мандрував Нітьянанда, переживаючи екстаз божественної любові, і через деякий час він прибув до Сетубандху, до мосту Рами. Зробивши обмивання у Гхаті біля Дана-тіртхи, він вирушив до Рамешвараму, а звідти пішов у Віджаянагар. Відвідавши Маяпур, Аванті і Годаварі, Нітьянанда з'явився біля сидіння Джіюр-Нрісімхадева. Він відвідав Тірумалу і священний храм Курманатхі. Нарешті він вирушив на даршан до Джаґаннатхи в Пурі.
Як тільки Нітьянанда увійшов в Пурі, він знепритомнів при вигляді чакри на храмі Джаґаннатха. Отримавши даршан Джаганнатхи і побачивши його форму, Нітьянанда знепритомнів у екстазі, і, прийшовши в себе, знову тут же впав у непритомність. Це повторилося кілька разів. Нітьянанда весь тремтів, пітнів, сльози радості лилися на землю і він голосно викрикував в екстазі. Провівши деякий час в Пурі, Нітьянанда продовжив свою подорож і відвідав Гангасагар — місце, де Ганга впадає в океан.

### Повернення у Вріндаван
Відвідавши святі тіртхи, Нітьянанда повернувся в Матхуру. Він оселився у Вриндавані і жив там, день і ніч занурений в думки про Крішну. Він нічого не їв і лише час від часу пив трохи молока, якщо хтось його приносив. Нітьянанда думав про себе: "Чайтанья живе в Навадвіпі, але його божественна слава залишається прихованою. Як тільки він вирішить проявити свою божественність, я тут же вирушу до Навадвіпи і виконаю свою роль у служінні йому".
Отже, ухваливши рішення, Нітьянанда не йшов у Навадвіпу і не покидав Матхура. Він постійно пустував у водах Ямуни і грав з дітьми в пилу Вріндавана.

### Джаґай і Мадгай
Історія з Джаґаєм і Мадгаєм є одним з найвідоміших епізодів з життя Нітьянанди і Чайтаньї. Існує кілька версій цієї історії, які розрізняються в деяких деталях, але загалом має наступний зміст. Одного разу, в той час коли Нітьянанда оспівував імена Крішни на вулиці, на нього напали двоє братів-розбійників Джаган і Мадхав. Мадхав кинув у Нітьянанду глиняний горщик, який поранив йому голову. Як тільки Чайтанья почув про те, що трапилося, він негайно прибіг на місце події і вже хотів покінчити з двома бандитами з допомогою свого божественного зброї Сударшана чакри, але Нітьянанда упросив Чайтанья пощадити їх. Зворушені смиренням і співчуттям, проявленим Нітьянандой, бандити розкаялися в скоєному і стали учнями Чайтаньї, назавжди відмовившись від розбійництва.

### Смерть
Рік смерті Нітьянанди точно не відомий — згідно з однією з версій — 1541.

## Основні імена Нітьянанди
З писань Сарвабгауми Бхаттачар'і:
- Нітьянанда — Втілення вічного блаженства
- Авадхутенду — Місяць святих божевільних
- Крішнапремапрада — Дающий екстатичну любов до Крішни
- Прабху — Пане і вчитель відданих
- Падмаватісута — Улюблений син Падмаваті
- Шачінанданапурваджа — Старший брат сина Шачи
- Бхавонматта — сходить з розуму від переповнює екстазу
- Джагатрата — Спаситель всесвіту
- Рактагауракалевара — Той, чия шкіра золотистого кольору з червоним відтінком